# 슈베르첸바흐
슈베르첸바흐(독일어: Schwerzenbach)는 스위스 취리히주의 우스터구에 있는 자치제이며, 글라트 계곡에 속한다.

## 역사
시정촌은 Swerzenbach로 1064년에 처음 언급되었다.

## 지리
슈베르첸바흐의 면적은 2.7k㎡이다. 이 면적 중 40.8%는 농업용으로 사용되며, 6.8%는 산림이다. 나머지 토지 중 38.5%는 정착지(건물 또는 도로)이고, 나머지(14%)는 비생산적(강 등)이다. 1996년 주택과 건물이 전체 면적의 26.9%를 차지했고, 나머지는 교통 기반시설이 차지했다(11.7%). 전체 비생산 지역 중 물(시냇물과 호수)은 면적의 1.1%를 차지했다. 2007년 기준으로 전체 시정촌 면적의 39.8%가 어떤 유형의 건설을 진행 중이었다.

## 인구통계
2020년 12월 31일 기준, 슈베르첸바흐의 인구는 5,193명이다. 2007년 기준으로 전체 인구의 18.4%가 외국인이다. 2008년 기준으로 인구의 성별 분포는 남성 49.3%, 여성 50.7%이다. 지난 10년 동안 인구는 6.5%의 비율로 증가했다. 2000년 기준, 인구 대부분은 독일어(84.8%)를 사용하며, 이탈리아어가 2위(3.6%)이고, 알바니아어가 3위(2.0%)이다.

역사적 인구는 다음 그래프로 설명된다.
2007년 선거에서 가장 인기 있는 정당은 34.4%의 득표율을 기록한 SVP였다. 다음으로 가장 인기 있는 3개 정당은 SPS (17.5%), CSP (15.4%) 및 FDP (13.2%)였다.
2000년 기준, 인구의 연령분포는 아동·청소년(0~19세)이 23.8%, 성인(20~64세)이 66.2%, 노인(64세 이상)이 10%를 차지한다. 슈베르첸바흐에서 인구의 약 79.7%(25세에서 64세 사이)는 필수가 아닌 고등교육 또는 추가 고등교육(대학 또는 응용학문대학)을 완료했다. 슈베르첸바흐에는 1,890세대가 있다.
슈베르첸바흐의 실업률은 2.57%이다. 2005년 기준으로 1차 경제 부문에 86명이 고용되어 있으며, 이 부문에 약 11개 기업이 참여하고 있다. 1,083명이 2차 부문에 고용되어 있고, 이 부문에 41개의 기업이 있다. 2011년 사람들은 3차 부문에 고용되어 있으며, 이 부문에는 188개의 기업이 있다. 2007년 기준 노동인구의 90.9%가 상근직이고, 9.1%가 시간제이다.
2008년 기준으로 슈베르첸바흐에는 1,272명의 가톨릭 신자와 1,645명의 개신교 신자가 있었다. 2000년 인구 조사에서 종교는 몇 가지 더 작은 범주로 분류되었다. 인구 조사에서 44.1%는 일종의 개신교였으며, 41.1%는 스위스 개혁 교회에, 2.9%는 다른 개신교 교회에 속했다. 인구의 32%가 가톨릭 신자였다. 나머지 인구 중 0%는 무슬림, 8%는 다른 종교(목록에 없음), 2.6%는 무교, 12.5%는 무신론자 또는 불가지론자였다.

## 교통
슈베르첸바흐역은 S9 및 S14 라인에 있는 취리히 S-반의 정류장이다. 취리히 중앙역에서 14분(S9) 거리에 있다.